# Aeroportul Earlton (Timiskaming Regional)
Aeroportul Earlton (Timiskaming Regional) (IATA: YXR, ICAO: CYXR) este un aeroport din Ontario, Canada. Aeroportul a fost tranzitat în 2016 de 0 pasageri.
Situat la o altitudine de 244 m, aeroportul dispune de o singură pistă.